# 荒野の戦い
荒野の戦い（こうやのたたかい、英:Battle of the Wilderness）は、南北戦争の中盤1864年5月5日から7日に、北軍ユリシーズ・グラント中将が、南軍ロバート・E・リー将軍の北バージニア軍に対して起ち上げたオーバーランド方面作戦の最初の戦いである。この戦いで両軍は大きな損失を出し、グラント対リーの流血の多い消耗戦の始まりとなり、最終的にアメリカ連合国首都リッチモンドを囲むまで続いた。戦闘そのものは戦術的に引き分けたが、グラントはその鉾先を逸らし攻勢を継続した。

## 背景
戦場はスポットシルバニアの荒野であり、バージニア州中部のスポットシルバニア郡とオレンジ郡に跨る約70平方マイル (181 km2)以上に、ほとんど通過できないような低木の茂みと起伏の多い地形が拡がっていた。この近辺では1862年から1864年に多くの戦闘が行われており、中でも1863年5月のチャンセラーズヴィルの戦いは損失が大きかった。「荒野」およびチャンセラーズヴィルは同じ地点で戦われたと言われることがあるが、実際の「荒野」は数マイル西であり、北軍の左側面にあたるブロック道路沿いの戦場が唯一重なっているだけである。
1864年5月2日、表向きジョージ・ミード少将の指揮下にあるポトマック軍だったが、グラントからの命令で3つの異なる地点でラピダン川を渉り、ウィルダネス・タバーンで結集した。この地点は1年前のチャンセラーズヴィルのときに南軍が結集し、北軍の右側面に破壊的な攻撃を掛けたところだった。しかし、グラントは南に進む前に以前の戦場より西にその宿営地を選んだ。一年前の北軍とは異なり、グラントは「荒野」で戦いたいとは思っていなかった。
リーにとっては、一年前と同じ理由で「荒野」で戦う必要があった。グラント軍101,000名に対しリー軍の勢力は61,000名と劣勢であり、またグラント軍に比べて大砲の数も少なく銃の質も悪かった。リーは樹木が混み合った「荒野」の中で戦うことにより、グラント軍の大砲の優位を打ち消し、また接近戦とその後の混乱とで劣勢なリー軍にもチャンスが生まれると考えた。

## 戦闘

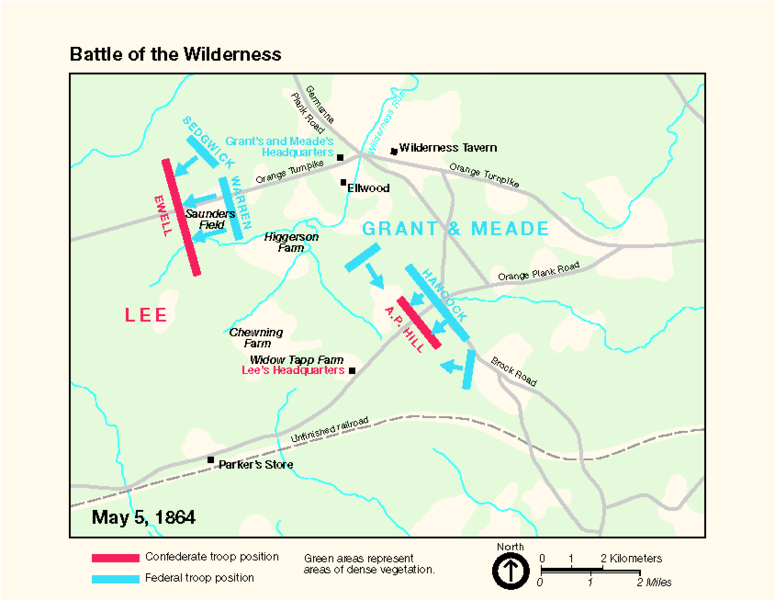
荒野の戦い、5月5日

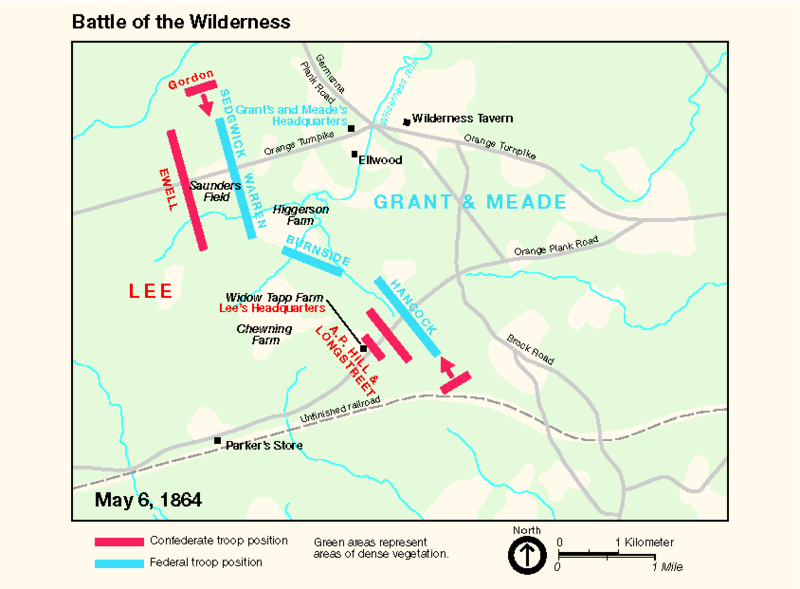
荒野の戦い、5月6日

南軍ジェイムズ・ロングストリート中将の第1軍団2個師団（ジョージ・ピケットの師団はゲティスバーグの戦いでの損失を補充中であり、リッチモンドの防衛に回っていたので含まれていない）は、25マイル (40 km)西の重要な鉄道結節点ゴードンスビルを守っていた。リーは第1軍団を呼び寄せてこれを待ちながら、リチャード・イーウェル中将の第2軍団とA・P・ヒル中将の第3軍団22,000名を押し出し、グラント軍が南に動く前に交戦を目論みその通りになった。5月5日、リー軍の左翼イーウェル軍団と右翼ヒル軍団が北軍と交戦した。
イーウェルの左翼は北軍ガバヌーア・ウォーレン少将の指揮する第5軍団と対戦し行き詰まりになった。この日の大半、イーウェルの18,500名の軍団は戦場のこの地域では勢力的にやや優勢を維持した。しかし右翼では、ヒル軍団がウィンフィールド・スコット・ハンコック少将の北軍第2軍団と第6軍団からの1個師団に激しく攻撃され追い返された。しかしその陣地は守った。
5月6日、この日のハンコックは40,000名に近い部隊を指揮しており、ヒル軍団への攻撃を再開し、一方イーウェル軍団の前には北軍の増援が厚く到着したために、リーが第2軍団をヒル軍団に向かわせようとしたこともできなくなった。午前の遅くまでにハンコックはヒル軍団を2マイル (3 km)以上も押し込み、大きな損失を与えた。リーは第3軍団が悲惨な苦境にあるのを見て、数時間前に到着しているはずのロングストリート軍団を絶望的に待ち望み始めた。
ロングストリートと12,000名の第1軍団は正午頃にやっと到着したが、丁度良い頃合いでもあった。ハンコック部隊は6時間に及ぶ戦いで疲れ乱れてきていた。ロングストリート軍団が攻撃すると北軍が後退し、それから2時間のうちに状況は完全に反転した。ロングストリート軍団は失っていた地盤を取り戻したうえにさらに1マイル (1.6 km)前進し、ハンコック軍にブロック道路で再結集することを強いた。戦闘の決定的瞬間にロングストリートは未完成の鉄道が切れている所から攻撃して、これが北軍を分断し混乱を増させた。しかし、ここでその勝利を完結させるにはロングストリート軍団の勢力が十分ではなく、間もなくブロック道路付近で戦闘の勢いが無くなった。戦場のこの地域での戦闘が鎮まりかけたときに、ロングストリートは友軍の銃撃で重傷を負い、その後数ヶ月間北バージニア軍に戻れなくなった（偶然ではあるが、ロングストリートが事故で自軍に撃たれた場所は、一年前にストーンウォール・ジャクソン少将が友軍に撃たれて戦死した場所から約4マイル (6 km)しか離れていなかった。）。
戦闘のこの段階が終わろうとしている頃に、南軍第2軍団にあったジョン・B・ゴードン少将の1個師団が北軍右翼に最後の攻撃を掛け、部分的にポトマック軍の側面に回り込んで1,000名近い兵士を捕虜にした。しかし、暗闇が訪れて戦闘が終わり、南軍はその優勢をさらに押すことができなかった。
この戦争の中でも恐ろしい事件の一つとして、夜の間に両軍の間で局地的な火災が起こった。戦場に残されていた数百の負傷兵が戦友の見ている前で生きながら焼かれ、絶叫を上げながら死んだ。

## 戦闘の後
5月8日、グラントはポトマック軍にその前進再開を命じ、数日後には10マイル (16 km)南東のスポットシルバニア・コートハウスの戦いで再び衝突した。
この戦闘は通常引き分けと書かれているが、戦術的に南軍の勝利であるが北軍の戦略的勝利と言うこともできる。グラントは戦闘の最後に軍を退いたので、通常の戦闘であれば敗北したことになった。しかし、1861年以来のグラントの前任者達とは異なり、安全なワシントンD.C.に引き返すのではなく、その作戦を継続した。リー軍はグラント軍にかなりの損失を与えたが、損失率で比べればグラント軍の方が小さかった。さらにグラント軍とは異なり、リーは失ったものを補充できる可能性が大変小さかった。この格差を認識したグラントの戦略の一部は消耗戦を挑むことで両軍を磨りつぶしていくことだった。リーがグラントの仕掛けた罠から抜け出す唯一の方法は、まだ南軍に十分な戦力が残っているときにポトマック軍を破壊することだったが、グラントの手口が巧妙でそれを起こさせなかった。
この荒野の戦いの損失については資料により推計値が異なる。下表は一般にある多くの史料からの要約である。
| 史料                                 | 北軍  | 北軍   | 北軍           | 北軍            | 南軍  | 南軍  | 南軍           | 南軍           |
| 史料                                 | 戦死  | 負傷   | 不明または捕虜 | 合計            | 戦死  | 負傷  | 不明または捕虜 | 合計           |
| ------------------------------------ | ----- | ------ | -------------- | --------------- | ----- | ----- | -------------- | -------------- |
| 国立公園局                           |       |        |                | 18,400          |       |       |                | 11,400         |
| Bonekemper, 勝利者（肉屋ではない）   | 2,246 | 12,037 | 3,383          | 17,666          | 1,495 | 7,928 | 1,702          | 11,125         |
| Catton, グラントが指揮を執る         | 2,265 | 10,220 | 2,902          | 15,387          |       |       |                |                |
| Eicher, 最も長い夜                   | 2,246 | 12,037 | 3,383          | 17,666          |       |       |                | 7,750 – 11,400 |
| Esposito, ウェストポイント・アトラス |       |        |                | 15,000 – 18,000 |       |       |                | c. 7,500       |
| Foote, 南北戦争                      |       |        |                | 17,666          |       |       |                | 7,800          |
| Fox, 連隊の損失                      | 2,246 | 12,037 | 3,383          | 17,666          |       |       |                |                |
| McPherson, 鬨の声                    |       |        |                | 17,500          |       |       |                | under 10,500   |
| Smith, グラント                      | 2,261 | 8,785  | 2,902          | 13,948          |       |       |                |                |

## 戦場の保存
「荒野」の戦場の一部は、フレデリックスバーグおよびスポットシルバニア国立軍事公園の一部として保存されている。この公園は1927年に制定され、フレデリックスバーグの戦い、チャンセラーズヴィルの戦い、スポットシルバニア・コートハウスの戦いおよび荒野の戦いを記念するものなっている。アメリカ合衆国国立公園局によって保護されるこの土地に加え、幾つかのボランティア団体が保存活動を行ってきた。荒野戦場友愛会は、戦闘の間ガバヌーア・K・ウォーレン少将とアンブローズ・バーンサイド少将双方が作戦本部に使ったエルウッドの邸宅やストーンウォール・ジャクソン少将の腕が埋葬されているという話がある家族墓地を保存し質を上げる活動を続けてきた。国立公園局が1970年代にエルウッドの180エーカー (72 ha)を獲得する一方、荒野戦場友愛会は1790年代の家の保存やその由来解説に責任を持っている。南北戦争保存信託は2008年に、ルート3号線（ジャーマナ高規格道路）とルート20号線（オレンジ・ターンパイク）の交差点の北で55エーカー (22 ha)の土地にウォルマートが141,000平方フィート (13,000 m2)のスーパーセンターを開発する計画を阻止しようと動き始めた。この計画はウィルダネス・タバーンの場所近くで国立軍事公園からはルート3号線の直ぐ向かい側になる。この運動を支持するその他の団体としては「荒野の戦場跡連盟」があり、ピードモント環境理事会、歴史保存のための国民信託、国立公園保存協会、荒野友愛会およびフレデリックスバーグ地域戦場跡友愛会がこれに含まれる。。